# Kallgölarna (Tuna socken, Småland, 637573-152445)
Kallgölarna är en sjö i Vimmerby kommun i Småland och ingår i Marströmmens huvudavrinningsområde.